# Hoån
Hoån är en å i Gästrikland, Hofors kommun som rinner upp vid Ovako i Hofors. Den rinner genom Lill-Gösken, Stor-Gösken och Särstasjön innan den rinner ut i Ottnaren.
Hoån ingår i en bra paddlingsled mellan Hofors och Gävle och innehåller på vägen bra fiske av gös, gädda och abborre.